# Texcoco (kommun)
Texcoco är en kommun i Mexiko. Den ligger i delstaten Mexiko, i den centrala delen av landet, cirka 30 kilometer nordost om huvudstaden Mexico City. Huvudorten i kommunen är Texcoco de Mora. Kommunen ingår i Mexico Citys storstadsområde och hade 235 151 invånare vid folkräkningen 2010, varav drygt 105 000 bodde i kommunhuvudorten. Arean för kommunen är 432,61 kvadratkilometer.